# Aeroporto Internacional de Seattle-Tacoma
O Aeroporto Internacional de Seattle-Tacoma (em inglês:  Seattle-Tacoma International Airport), também conhecido como Sea-Tac Airport, é um aeroporto internacional em SeaTac, em Washington, serve principalmente as cidades de Seattle e Tacoma, assim como todo o oeste do estado de Washington.
Em 2012, o aeroporto serviu mais de 33 milhões de passageiros, fazendo do mesmo o 15º aeroporto mais movimentado dos Estados Unidos. O aeroporto também é conhecido pelo seu estacionamento de 13 mil vagas, o que faz do mesmo o maior estacionamento "sobre o mesmo teto" da América do Norte.
As cinco principais operadoras de voos do aeroporto em número de passageiros transportados em 2012 foram: Alaska Airlines (35,6%), Horizon Air (14,1%), Delta Air Lines (11,6%), Southwest Airlines (8,5%), United Airlines (5,7%).
O aeroporto é o principal hub da companhia aérea Alaska Airlines e da sua subsidiária, a Horizon Air.

## História
O aeroporto foi construído em 1944 pela Port of Seattle para servir civis da região, depois de que as Forças Armadas dos Estados Unidos tomaram controle do Campo da Boeing (em inglês:  Boeing Field) para uso na segunda Grande Guerra. O Port of Seattle recebeu um milhão de dólares da FAA para a construção do aeroporto, e cem mil dólares da cidade de Tacoma. Os primeiros voos regulares do aeroporto foram da Northwest e da Trans-Canada (atual Air Canada), os voos da Western e da United Airlines mudaram-se do Campo da Boeing alguns anos depois, e os da Pan Am em 1952 e 1953, porém West Coast permaneceu no aeroporto do Condado de King, até depois de sua incorporação à Hughes. Dois anos depois, o "internacional" foi adicionado ao nome do aeroporto, quando a Northwest Airlines começou a direcionar seus serviços à Tóquio, no Japão.